# بوب غايني
روبرت مايكل غيني (ولد في 13 ديسمبر 1953) هو لاعب هوكي جليد كندي محترف سابق، لعب لصالح فريق مونتريال كانيديينز من عام 1973 حتى عام 1989. بعد اعتزاله اللعب، أصبح مدرب هوكي وبعدها تولى منصبًا إداريًا مع فريق مينيسوتا نورث ستارز دالاس ستارز، قبل أن يعود إلى مونتريال كمدير عام من عام 2003 إلى 2010. حاليًا، يعمل غيني مستشارًا لفريق سانت لويس بلوز، بالإضافة إلى كونه مستشارًا تطوعيًا كبيرًا لفريق بيتربورو بيتس في دوري الهوكي في أونتاريو. أُدرِج إلى قاعة مشاهير الهوكي في عام 1992، وفي عام 2017 اختير كواحد من “أفضل 100 لاعب في تاريخ دوري الهوكي الوطني.

## مسيرته
بدأ بوب غيني مسيرته في الهوكي عام 1972 مع فريق مدينته “بيتر بورو بيتس” في دوري الهوكي في أونتاريو. رغم قلة تسجيله للأهداف، فقد عوض ذلك بقدرته المميزة على إيقاف اللاعبين المنافسين. هذا الأمر لفت انتباه العديد من كشافي دوري الهوكي الوطني، وفي عام 1973 اختير في المركز الثامن بشكل عام من قبل فريق “مونتريال كانيدينز”. كما اُختير في المركز السابع. بشكل عام من قبل فريق “مينيسوتا فايتنغ سينتس” في دوري الهوكي العالمي، لكنه لم ينضم إلى هذا الدوري.

## السنوات المهنية
كمبتدئ، كان بوب غيني ملتزماً بأسلوب لعب دفاعي. في سنته الثانية، وُضع بجانب النجوم إيفان كورنوييه وجاك لومير في الخط الثاني. في عام 1976، اُختير لتمثيل فريق كندا في بطولة كأس كندا، حيث ساهم في فوز الفريق بالكأس على تشيكوسلوفاكيا. بصفته متخصصاً دفاعياً، لعب غيني مع فريق مونتريال كانيديينز من 1973-1974 حتى 1988-1989، وفاز بأربع جوائز متتالية باسم “فرانك جيه سيلكي” التي تُمنح لأفضل مهاجم دفاعي في الدوري، إضافة إلى أربع كؤوس ستانلي متتالية من 1976 إلى 1979. في عام 1982، اعتزل قائد الفريق سيرج سافارد، واختير غيني كقائد للفريق. استمر الكانيديينز في تحقيق النجاح خلال الموسم العادي، لكنهم خرجوا من التصفيات في الجولة الأولى ثلاث مرات متتالية بين 1981 و1983. في الموسم التالي، أنهى الكانيدينز الموسم برصيد مخيب للآمال بلغ 75 نقطة فقط. رغم ذلك، خاضوا تصفيات مفاجئة قبل أن يُقصَوا في نصف النهائي على يد فريق نيويورك آيلاندرز. حقق غيني آخر كأس ستانلي له كلاعب في عام 1986 ضد فريق كالغاري فليمز، مسجلاً في التصفيات 5 أهداف و10 نقاط. تحت قيادته، حقق الكانيدينز موسمين متتاليين برصيد 100 نقطة في 1988 و1989. في عام 1989، وصل الفريق إلى النهائي مرة أخرى لمواجهة كالغاري فليمز في إعادة لنهائي 1986، لكن هذه المرة فاز الفليمز بكأس ستانلي بعد ست مباريات. عقب هذه الخسارة، أعلن غيني اعتزاله. بالمجمل، شارك بوب غيني في 1160 مباراة في الموسم العادي، سجل خلالها 239 هدفاً وقدم 263 تمريرة حاسمة. انتُخب لقاعة مشاهير الهوكي في عام 1992. وفي عام 1998، صُنّف في المرتبة 86 ضمن قائمة “أعظم 100 لاعب هوكي” وفقاً لمجلة هوكي نيوز.